# Silly-Tillard
Silly-Tillard är en kommun i departementet Oise i regionen Hauts-de-France i norra Frankrike. Kommunen ligger i kantonen Noailles som tillhör arrondissementet Beauvais. År 2022 hade Silly-Tillard 452 invånare.

## Befolkningsutveckling
Antalet invånare i kommunen Silly-Tillard
| Referens: INSEE |